# Universitat de Lubumbashi
La Universitat de Lubumbashi (UNILU) és una de les universitats més grans de la República Democràtica del Congo. Es troba a Lubumbashi, la capital de la província de Katanga. El campus està situat a la part nord de la ciutat, a l'oest de l'aeroport.
La universitat va ser creada el 1955 com a Universitat oficial del Congo i de Ruanda-Burundi per la Universitat de Lieja i es va obrir el 1956. Va ser una de les institucions que es van fusionar en la Universitat Nacional del Zaire el 1971 i va recuperar l'autonomia el 1981, quan la Universitat Nacional del Zaire va ser dividida. Al maig de 1990 el govern de Zaire va reprimir violentament les protestes dels estudiants al campus, matant a diversos estudiants i destruint parts del campus.